# Trine Stenberg
Trine Dyveke Stenberg (* 6. Dezember 1969) ist eine ehemalige norwegische Fußballspielerin.

## Karriere

### Vereine
Stenberg kam im Seniorinnenbereich ausschließlich für den in Sandviken in der Provinz Gävleborgs befindlichen IL Sandviken – zuletzt in der Spielzeit 1997 in der seit 1995 unter den Namen Eliteserien höchsten Spielklasse im norwegischen Frauenfußball zum Einsatz. Ihr letztes von neun Punktspielen bestritt sie am 27. Juli 1997 beim 3:1-Sieg im Heimspiel gegen den Setskog/Høland FK.

### Nationalmannschaft
Stenbergs Debüt als Nationalspielerin gab sie am 25. September 1986 in Lillestrøm bei der 0:2-Niederlage im Freundschaftsspiel gegen die U16-Nationalmannschaft Israels.
Stenberg bestritt in fünf Jahren 32 Länderspiele für die A-Nationalmannschaft des NFF. Ihr Debüt erfolgte am 5. Juli 1987 in Blaine bei der 0:3-Niederlage gegen die US-amerikanische A-Nationalmannschaft bei ihrer Teilnahme am Turnier um den Nordamerika-Cup. Am 26. Mai 1988 kam sie zu ihrem zweiten Länderspiel, das im Freundschaftsspiel gegen die A-Nationalmannschaft Finnlands mit 0:2 verloren wurde.
Im Spieljahr 1989 wurde sie in fünf A-Länderspielen berücksichtigt. Zunächst kam sie am 9. Juni in einem EM-Vorbereitungsspiel gegen die A-Nationalmannschaft Finnlands beim 8:0-Sieg in Ålesund zum Einsatz, bevor sie in der EM-Finalrunde am 28. Juni in Lüdenscheid beim 2:1-Halbfinalsieg über die A-Nationalmannschaft Schwedens zum Finaleinzug beitrug, dort jedoch – der A-Nationalmannschaft Deutschlands am 2. Juli in Osnabrück mit 1:4 unterlegen – nicht eingesetzt wurde. Das am 16. August in Vejle in Freundschaft ausgetragene Länderspiel gegen die A-Nationalmannschaft Dänemarks wurde anschließend mit 2:1 gewonnen, wie auch die das Länderspieljahr abschließenden (ersten) beiden Spiele der EM-Qualifikationsgruppe 3 (1:0 vs. Finnland am 9. September, 4:0 vs. Belgien am 15. Oktober). Mit 15 Länderspielen im Spieljahr 1990 bestritt sie die meisten, in denen ihr auch ihr erstes Länderspieltor gelang – geschehen am 14. November 1990 beim 2:1-Sieg über die A-Nationalmannschaft Ungarns in Kristiansand mit dem Treffer zur 2:0-Führung in der 73. Minute. Die erste Begegnung mit der Ungarischen A-Nationalmannschaft war zugleich das Hinspiel in der Viertelfinalqualifikation für die Teilnahme an der EM-Finalrunde 1991 in Dänemark und das vorletzte im Spieljahr 1990. Zu den vorausgegangenen 13 A-Länderspielen zählten u. a. auch drei, die sie im Turnier um den Open Nordic Cup, als Alternative zu den (seit 1982 nicht mehr ausgetragenen) Nordischen Meisterschaften, in Agia Napa auf Zypern, bestritt (1:0 vs. Norwegen am 21., 2:0 vs. Dänemark am 23. und 1:1 vs. Schweden am 25. März). Weitere drei bestritt sie in Winnipeg im Turnier um den Canada-Cup (2:0 vs. Kanada am 23., 0:4 und 2:4 vs. USA am 25. und 29. Juli). Im Spieljahr 1991 kam sie in vier Freundschaftsspielen und im ersten Spiel der EM-Qualifikationsgruppe 1 am 29. September in Suhr zum Einsatz, in diesem sie mit dem 10:0-Sieg über die Schweizer A-Nationalmannschaft den/ihren höchsten Sieg spielerisch miterlebte und mit dem Treffer zum 7:0 in der 60. Minute ihr zweites A-Länderspieltor erzielte. In einem Zeitraum vom 6. März bis zum  16. August 1992 bestritt sie vier weitere Länderspiele und ihr letztes folgte am 9. März 1993 in Agia Napa im Turnier um den Open Nordic Cup beim 3:3-Unentschieden gegen die A-Nationalmannschaft Dänemarks.

## Erfolge
- Finalist Europameisterschaft 1989
- Turnierfinalist Canada-Cup 1990